# Scarus vetula
Scarus vetula es una especie de peces de la familia Scaridae en el orden de los Perciformes. Su dentadura está compuesta por una placa dentaria.

## Morfología
Los machos pueden llegar alcanzar los 61 cm de longitud total.

## Distribución geográfica
Se encuentra desde Bermuda, Florida y Bahamas hasta el norte de Sudamérica, incluyendo el Caribe.